# Superpuchar Austrii w koszykówce mężczyzn
Superpuchar Austrii w koszykówce mężczyzn (niem. Basketball Supercup Österreich) – mecz koszykówki, rozgrywany od 2002, pomiędzy męskimi klubami mistrza Austrii oraz zdobywcy Pucharu Austrii. Odbywa się na początku rozgrywek zasadniczych Austriackiej Ligi Koszykówki. 

## Finały
|  | kolor oznacza zdobywcę Supercupu Austrii |

| Rok  | Mistrz Austrii                           | Wynik                                    | Zdobywca Pucharu Austrii                 | Lokalizacja                              | MVP                                      |
| ---- | ---------------------------------------- | ---------------------------------------- | ---------------------------------------- | ---------------------------------------- | ---------------------------------------- |
| 2002 | Kapfenberg Bulls                         | 87–71                                    | Mattersburg 49ers                        | Wiedeń                                   | bd                                       |
| 2003 | Kapfenberg Bulls                         | 81–74                                    | Allianz Swans Gmunden                    | Vösendorf                                | Rasheed Brokenborough                    |
| 2004 | Kapfenberg Bulls                         | 50–85                                    | Allianz Swans Gmunden                    | Wels                                     | bd                                       |
| 2005 | Allianz Swans Gmunden                    | 92–64                                    | Oberwart Gunners                         | Wiedeń                                   | De'Teri Mayes                            |
| 2006 | Allianz Swans Gmunden                    | 80–69                                    | WBC Wels                                 | Wels                                     | bd                                       |
| 2007 | Allianz Swans Gmunden                    | 82–71                                    | Kapfenberg Bulls                         | Wels                                     | bd                                       |
| 2008 | Panthers Fürstenfeld                     | 74–79                                    | Allianz Swans Gmunden                    | Gmunden                                  | bd                                       |
| 2009 | WBC Raiffeisen Wels                      | 68–77                                    | Panthers Fürstenfeld                     | Fürstenfeld                              | bd                                       |
| 2010 | Allianz Swans Gmunden                    | 69–60                                    | Panthers Fürstenfeld                     | Fürstenfeld                              | bd                                       |
| 2011 | Allianz Swans Gmunden                    | 82–61                                    | Panthers Fürstenfeld                     | Oberwart                                 | Sharaud Curry                            |
| 2012 | Xion Dukes Klosterneuburg                | 91–82                                    | Allianz Swans Gmunden                    | Klosterneuburg                           | Jason Chappell                           |
| 2013 | BC Zepter Wiedeń                         | 76–78                                    | Xion Dukes Klosterneuburg                | Wiedeń                                   | Curtis Bobb                              |
| 2014 | UBC magnofit Güssing Knights             | 76–77                                    | ece Bulls Kapfenberg                     | Güssing                                  | Ian Boylan                               |
| 2015 | Hallmann Wiedeń                          | 77–65                                    | Güssing Knights                          | Güssing                                  | Jonathan Fairell                         |
| 2016 | Oberwart Gunners                         | 68–71                                    | WBC Wels                                 | Oberwart                                 | Kevin Payton                             |
| 2017 | Kapfenberg Bulls                         | 91–72                                    | Oberwart Gunners                         | Kapfenberg                               | Filip Krämer                             |
| 2018 | Kapfenberg Bulls                         | 81–68                                    | Swans Gmunden                            | Kapfenberg                               | Elijah Wilson                            |
| 2019 | Kapfenberg Bulls                         | 68–60                                    | Swans Gmunden                            | Kapfenberg                               | Bogić Vujošević                          |
| 2020 | Nie rozegrano z powodu pandemii COVID-19 | Nie rozegrano z powodu pandemii COVID-19 | Nie rozegrano z powodu pandemii COVID-19 | Nie rozegrano z powodu pandemii COVID-19 | Nie rozegrano z powodu pandemii COVID-19 |
| 2021 | Swans Gmunden                            | 82–61                                    | Oberwart Gunners                         | Gmunden                                  | bd                                       |

## Tytuły według klubu
Kursywą oznaczono nieistniejące zespoły.
| Klub                      | Zwycięzcy | Finaliści |
| ------------------------- | --------- | --------- |
| Swans Gmunden             | 8         | 2         |
| Kapfenberg Bulls          | 5         | 2         |
| Xion Dukes Klosterneuburg | 2         | 0         |
| Panthers Fürstenfeld      | 1         | 3         |
| Güssing Knights           | 1         | 1         |
| Zepter Wiedeń             | 1         | 1         |
| WBC Wels                  | 1         | 1         |
| Mattersburg 49ers         | 0         | 1         |
| Oberwart Gunners          | 0         | 3         |